# Tetrahidrocannabinol
El tetrahidrocannabinol, Δ9-tetrahidrocannabinol o THC és un terpenoide que es troba al cànnabis. És el principal constituent psicoactiu del Cannabis i un d'almenys un total de 113 cannabinoides que s'identifiquen en aquesta planta.
En alguns països es comercialitza amb el nom d'Elevate (EUA) i el THC sintètic (el dronabinol) com a fàrmac sota els noms comercials de Laxenol (Colòmbia), Ronabin (Israel), Marinol (Països Baixos, Noruega i Puerto Rico) i Elevat (Sud-àfrica).
Va ser aïllat per Raphael Mechoulam i Yechiel Gaoni de l'Institut Weizmann a Rehovot, Israel el 1964.

## Propietats físico-químiques
El THC és liposoluble, és a dir que es dissol fàcilment en olis i mantega però no en aigua.
El THC existeix a la planta en forma d'àcid carboxílic. Quan s'escalfen condicions d'alcalinitat, es descarboxilen ràpidament els grups carboxils (CO₂) i es formen grups fenols, que són les responsables dels seus efectes psicòtrops i de molts dels seus efectes terapèutics. Així, la potència d'aquests efectes augmenta considerablement quan s'escalfa (fumat o cuinat).

## Contingut de THC a la marihuana
El contingut de THC en general depèn molt de la varietat de planta i de les seves condicions de conreu, recol·lecció i dessecació. Per exemple, una dosi de 0,05 g -0,1 g de la fulla i la flor (cabdell) dessecades de marihuana amb un percentatge de THC del 5% en pes correspondria a 2,5 mg - 5 mg de THCpur. Aquesta quantitat equival més o menys a 3/4 d'una cullereta rasa de cafè.
Però, a més, els efectes, tant terapèutics com psicòtrops, no depenen només de la quantitat total de THC sinó en particular de la proporció de THC fenòlic que tingui. És a dir, que el THC d, una mateixa planta tindrà més efectes si té més grups fenols. La proporció de THC fenòlic depèn de la part de la planta de la qual s'extregui el producte, ja que n'hi ha, per exemple, menys d'un 5% a les fulles però un 65% a la seva resina, i percentatges intermedis a les altres parts. Aquesta proporció a més, pot variar segons la procedència de la planta i, com s'ha esmentat abans, segons els possibles tractaments que s, hi puguin fer després, com el simple fet d'escalfar la substància.

## Ús farmacèutic
El dronabinol (THC sintètic) està comercialitzat a diversos països per a la prevenció de les nàusees i vòmits secundaris a quimioteràpia que no han respost als tractaments antiemètics de referència, per a l'anorèxia-caquèxia definitòria de sida, i com a medicació d'ús compassiu. A l'estat espanyol es poden importar (sota autorització) el dronabinol, i la nabilona (aquesta última molt similar al THC).
Les indicacions aprovades són l'espasticitat moderada o greu en pacients amb esclerosi múltiple, nàusees i vòmits secundaris a la quimioteràpia i a la radioteràpia, dolor neuropàtic crònic, tractament pal·liatiu per pacients amb càncer i sida, i en la síndrome de Gilles de la Tourette, per a pacients que no responen o no toleren els tractaments de referència en cadascuna de les indicacions.

## Toxicitat
No s'han descrit morts per sobredosi però una dosi més alta de la que el cos pot tolerar podria tenir efectes psicoactius molestos, com sentir-se "col·locat", sensació d'estranyesa, alteracions de la percepció, ansietat o nerviosisme. Per tal d'aconseguir una bona tolerabilitat al tractament amb dronabiol i disminuir aquests efectes, cal iniciar-lo amb dosis petites i augmentar-les gradualment.